# DDB
La DDB (acronimo che sta per Doyle Dane Bernbach) è una tra le agenzie pubblicitarie più importanti del mondo. È stata fondata nel 1949, a New York, da James Edwin Doyle, Maxwell Dane e William Bernbach. Dal 1986 fa parte della multinazionale Omnicom Group Inc.

## Storia

### Gli anni di Bill Bernbach
La DDB nasce ad opera di Bill Bernbach e Ned Doyle, già colleghi presso l'agenzia pubblicitaria Grey fin dalla seconda metà degli anni quaranta. A loro si aggiunge Mac Dane. La Doyle Dane Bernbach apre i battenti al numero 350 di Madison Avenue il 1º giugno del 1949, con tredici impiegati e un budget di partenza di 500.000 dollari. Doyle si occupa della parte finanziaria e del marketing. Dane si occupa della parte organizzativa e dell'amministrazione. Bernbach si occupa della direzione artistica e dell'effettiva produzione.
Elemento filosofico alla base del lavoro della nuova ditta, e che poi diverrà vero e proprio marchio di fabbrica, è la creatività. L'elemento della creatività verrà portato avanti con particolare convinzione da Bill Bernbach, tanto che egli sarà ritenuto uno dei principali artefici della cosiddetta "Seconda rivoluzione creativa", che avvenne appunto in quell'epoca. La "Prima rivoluzione creativa" nel mondo della pubblicità si era verificata, invece, negli anni trenta e aveva avuto tra i suoi principali promulgatori Raymond Rubicam.
È tuttavia necessario precisare che Bernbach non fu un semplice epigono di Rubicam, ma si evolse su posizioni, in tal senso, molto più radicali. La principale differenza tra l'approccio di Rubicam e quello di Bernbach è data dal fatto che, mentre Rubicam sosteneva che la creatività si doveva appoggiare su solide basi scientifiche, Bernbach riteneva che la ricerca scientifica fosse deleteria perché tendeva a insterilire la creatività. Per usare le parole dello stesso  Bernbach: «Uno degli svantaggi del fare ogni cosa in modo matematico, secondo la ricerca, è che dopo un po' tutti lo fanno allo stesso modo... Se avete l'atteggiamento per cui una volta che avete scoperto cosa dire il vostro lavoro è finito, in realtà la state dicendo allo stesso modo di chiunque altro, e avete perso completamente il vostro impatto». O in maniera ancora più lapidaria: «Le regole sono ciò che gli artisti infrangono. La memorabilità non emerge mai da una formula».

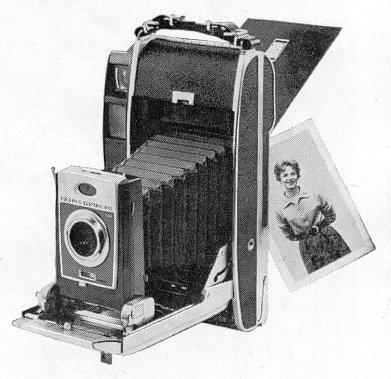
A partire dalla metà degli anni cinquanta la Polaroid diventa uno dei clienti storici della DDB. In particolare le campagne pubblicitarie verranno curate dall'art director Helmut Krone.

Tratti distintivi del modo di far pubblicità di Bernbach sono, quindi: il primato della creatività sui copy testing e sui piani di marketing; l'esasperazione della semplicità, dell'originalità, della memorabilità; l'impiego dell'intelligenza. Intelligenza, però, che non è intesa meramente come modo assennato di fare réclame, ma piuttosto come complicità, rispetto nei confronti del destinatario. Le pubblicità di Bernbach giocano, infatti, sul piano dell'intesa, trattano il consumatore mettendolo sullo stesso piano del pubblicitario (e questo non è affatto scontato in un'epoca in cui ancora, soventemente, si tendeva a trattare l'auditorio come una massa informe). Fanno un consistente uso della retorica (evitando, tuttavia, iperboli e cliché dozzinali).
In particolare fanno leva sull'umorismo, elemento quest'ultimo che si rivelerà con ogni probabilità una delle carte più vincenti, e che, non solo contribuirà a trasformare Bernbach ne "il più grande pubblicitario di tutti i tempi", ma permetterà anche di confutare e di ribaltare totalmente uno dei dogmi del padre della réclame, Claude C. Hopkins («La gente non compra dai pagliacci»).
È tuttavia doveroso precisare che la pubblicità di Bernbach non vuole procurare risate e ilarità, quanto piuttosto ingenerare un sorriso di complicità. Vuole stupire, ma senza esagerare. Vuole essere più che altro convincente, e non pretende di essere persuasiva.
Alla base vi è la consapevolezza che la gente solitamente non ama la pubblicità, perché non ne sopporta l'intrusività. Cerca conseguentemente di evitarla («Il lettore non acquista la sua rivista o si sintonizza sulla sua stazione radiofonica e televisiva per vedere e sentire quello che voi avete da dire...»). Secondo Bernbach una buona pubblicità è, quindi, una pubblicità in grado di compensare il destinatario per la sua attenzione e per la sua pazienza, regalandogli un sorriso per il tempo concesso. Occorre essere consapevoli, sempre, che la pubblicità non è la benvenuta, ed è quindi necessario comportarsi con la massima educazione.
Headline intriganti e ad effetto sono, perciò, in grado di stimolare la lettura di lunghe body-copy di descrizione del prodotto, prodotto che in ogni caso deve rimanere l'elemento centrale. Ma se per l'altro grande copywriter dell'epoca, David Ogilvy, il contenuto della pubblicità è da privilegiarsi a scapito della realizzazione, per Bill Bernbach è vero esattamente il contrario: «si è efficaci nella misura in cui riesce ad essere originale ciò che si dice. Non è tanto rilevante ciò che si dice, ma come lo si dice». Vi è quindi, in definitiva, la massima valorizzazione dell'estetica e della parte esecutiva, ma senza mai scordare l'intelligenza.
Primo cliente della neonata DDB è il magazzino Ohrbach's, che commerciava «alta moda ad un basso prezzo». L'annuncio, raffigurante un gatto con un vistoso cappello da signora e una sigaretta con bocchino, viene dato alle stampe nel luglio del 1949.
Durante gli anni cinquanta la DDB riesce progressivamente a farsi un nome grazie al suo innovativo approccio alla pubblicità, e a crescere da un punto di vista aziendale. Nel 1954 è nella condizione di espandersi sul versante occidentale degli Stati Uniti acquisendo l'agenzia pubblicitaria di Los Angeles Factor-Breyer. A partire da quest'ultima sarà in grado di sviluppare, successivamente, una vera e propria divisione dell'agenzia madre (la DDB/West).  Tra le pubblicità più importanti dell'epoca è possibile citare: gli annunci per la Polaroid, che impiegavano testimonial famosi come ad esempio Louis Armstrong (1955) e l'annuncio per la compagnia aerea El Al (1958). 

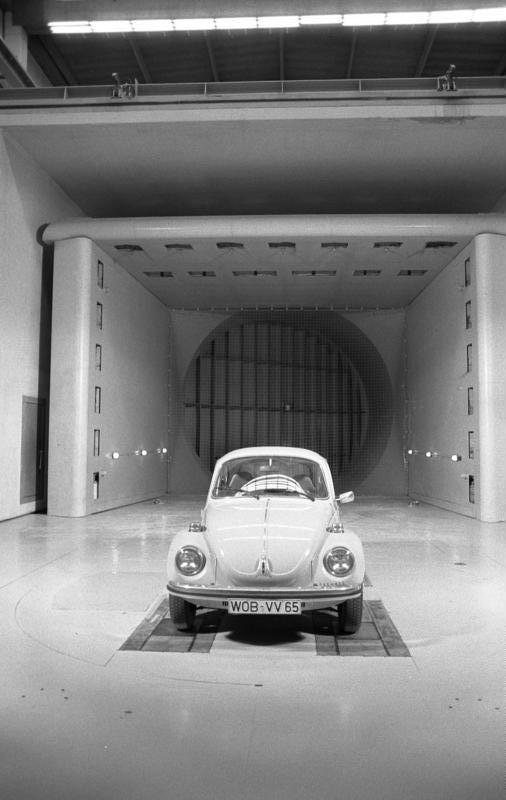
L'annuncio per il Maggiolino della Volkswagen «Think small.» è considerato da Advertising Age la migliore pubblicità del XX secolo - Copywriter: Julian Koenig. Art Director: Helmut Krone.

Tuttavia questi primi lavori sono decisamente minori se messi in rapporto con quelli successivi. È infatti sul finire degli anni cinquanta che la DDB realizza una pubblicità che farà epoca e che segnerà l'inizio di un sodalizio con un'azienda europea che dura tutt'oggi: nel 1959 esce «Think small» per reclamizzare il Maggiolino della Volkswagen negli Stati Uniti. La pagina pubblicitaria era costituita da un foglio bianco, con la piccola foto di un'automobile da una parte, quasi messa a caso. In calce slogan, body-copy e marchio.
Per rilanciare l'utilitaria della Volkswagen sul territorio statunitense la DDB pensò, infatti, di far leva su uno degli aspetti che più prepotentemente saltavano all'occhio: le dimensioni. Se il Maggiolino della Volkswagen da un lato si presentava come un'auto di tutto rispetto quando si trovava in giro per le strade europee, non lo era più messa a confronto con le enormi macchine americane. Di qui allora l'invito a «Pensare piccolo».
Negli anni a seguire le pubblicità relative al Maggiolino della Volkswagen che diverranno celebri, e che contribuiranno a far imporre questo veicolo sul mercato statunitense, saranno numerose.  Tra queste è possibile citare, in particolare, il surrealistico annuncio pubblicitario del Limone (1960), e lo spot televisivo dello spazzaneve (1963 – «Vi siete mai chiesti come fa l'uomo che guida lo spazzaneve ad arrivare allo spazzaneve? Ci arriva con una Volkswagen. Così potete smetterla di farvi domande»).
Durante gli anni sessanta la DDB conquista alcuni tra i suoi clienti più importanti e remunerativi, nonché alcuni dei suoi premi più prestigiosi. Nel 1961 apre il primo ufficio internazionale in Germania Ovest, in virtù del contratto con la Volkswagen.
Nel 1962 viene posta un'altra delle pietre miliari della storia della pubblicità: la campagna dell'Avis: uno degli esempi più emblematici di "comunicazione a due facce" (o "messaggio two-sided"). Alla DDB non erano nuovi a forme di pubblicità in cui si faceva esplicitamente leva sui difetti di un prodotto per farli volgere a proprio favore. Ma quelle dell'Avis resteranno tra le più celebri.
L'Avis era all'epoca la seconda compagnia statunitense per quanto riguarda il noleggio di veicoli. Al primo posto c'era la Hertz. La campagna pubblicitaria giocava su una constatazione di fondo tanto spiazzante quanto plausibile: «Noi siamo al secondo posto, è per questo che ci impegniamo di più». Ovvero: da un lato si ammetteva che sul gradino più alto del podio c'era un'altra ditta, ma dall'altro si dava una ragione valida per cui il servizio offerto non doveva essere da meno, anzi.
Tuttavia l'effetto paradossale di questa campagna pubblicitaria, non si sa fino a che punto realmente voluto, fu che finì col danneggiare più le altre concorrenti minori che non il gigante Hertz. Infatti la réclame se da una parte ammetteva pubblicamente la condizione di inferiorità dell'Avis, dall'altra presentava il mercato come se esistessero solo due aziende leader. E in realtà questo non era affatto vero, perché l'Avis era sì al secondo posto, ma con un piccolo vantaggio rispetto alla terza compagnia presente sul territorio americano, ossia la National. E in ogni caso a breve distanza seguivano anche altre ditte.
La campagna dell'Avis crebbe poi di tono quando la stessa Hertz decise di rispondere direttamente: si trattò forse del primo esempio, in ambito pubblicitario, in cui un'azienda in posizione predominante riconosceva un'azienda in posizione subalterna. Sta di fatto che questa reazione decretò l'estromissione definitiva degli altri concorrenti dal gioco.

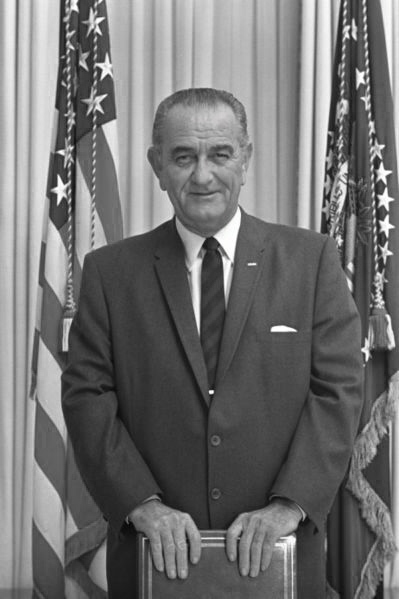
Nel 1964 la DDB cura la campagna elettorale di Lyndon B. Johnson, in corsa per la Casa Bianca. «Daisy» è uno dei primi esempi di spot elettorale televisivo che fa leva su componenti cognitive e affettive di tipo negativo.

Nel 1964 la DDB realizza per la campagna elettorale del candidato democratico alle elezioni presidenziali degli Stati Uniti, Lyndon B. Johnson, uno degli spot più importanti nella storia della propaganda politica televisiva. Nello spot si vede una bambina che sta giocando da sola: conta a stento i petali che strappa da una margherita. Ma arrivata al decimo inizia il count-down esatto e imperativo di una voce fuori campo: il conteggio viene scandito dall'inquadratura che progressivamente si stringe sull'occhio della fanciulla. Alla fine del conto alla rovescia si vede un'esplosione atomica, e si sente Johnson che dice «Questa è la posta in gioco: fare un mondo in cui tutte le creature di Dio possano vivere, oppure sprofondare nelle tenebre. Ci dobbiamo amare gli uni con gli altri, oppure morire». La voce fuori campo conclude: «Vota Johnson il 3 novembre. La posta in gioco è troppo alta per restartene a casa».
Johnson fu eletto trentaseiesimo presidente degli Stati Uniti d'America col 61,1% dei voti, conquistando 44 stati su 50. Ma si fa notare anche che Johnson fu il successore del democratico John Fitzgerald Kennedy, presidente statunitense assassinato l'anno precedente. Il 1964 è, tuttavia, un anno importante per la DDB anche per altri motivi: innanzitutto perché diventa una public company; poi perché apre la filiale di Londra, che col tempo diventerà una delle agenzie di punta; e infine perché si rifiuta, assieme al New Yorker, di pubblicizzare sigarette.
Nel 1966 la DDB firma un contratto con la Mobil Oil, principale cliente a livello di budget per il successivo ventennio.
La pubblicità più famosa realizzata per la compagnia petrolifera è dello stesso anno, e non reclamizzava affatto la benzina: nell'annuncio si vedeva un ragazzo morto, disteso sull'asfalto e coperto con una giacca di pelle tipica delle bande giovanili dell'epoca. Al suo fianco un'auto incidentata e gli agenti della polizia stradale. Il titolo recitava «Pollo freschissimo» e nella tag-line, sotto il logo della Mobil, «Ti vogliamo vivo».
Un'altra tra le campagne pubblicitarie più significative della DDB viene realizzata, sempre nel corso degli anni sessanta, per la Levy. Alla fine degli anni quaranta, a New York, la Levy era una marca di pane antica ma ancora relativamente sconosciuta. Nel 1949 il rilancio della piccola azienda fu affidato alla neonata Doyle Dane Bernbach che riuscì, con una serie di annunci e spot radiofonici azzeccati, a trasformare il panificio in uno dei più noti della città.
Circa quindici anni dopo la DDB decide di giocare sul nome della ditta, che di fatto tradiva l'origine giudaica dei proprietari, prendendo in contropiede la convinzione che il cibo preparato secondo il metodo Kosher fosse riservato ai soli ebrei o, più in profondità, un eventuale pregiudizio razziale da parte del consumatore. Ecco allora manifesti che rappresentavano un bimbo afroamericano, un signore asiatico o un poliziotto caucasico dopo aver addentato soddisfatti una fetta di pane Levy, con lo slogan che recitava «Non devi essere Ebreo per amare Levy».
A partire dal 1968 Bill Bernbach verrà nominato presidente e amministratore delegato dell'agenzia e, in seguito, a partire dal 1976, presidente del comitato esecutivo. Sotto la guida diretta di Bernbach, la DDB farà della creatività pura, basata sull'istinto, sul brainstorming e, volendo, sulla genialità, il proprio punto di forza assoluto. Nel 1969 si ritira Ned Doyle. Nel 1971 si ritira Mac Dane.
Gli anni settanta si aprono con un paio di spot che resteranno tra i più celebri dell'intera produzione DDB: quello del gorilla che sbatacchia da tutte le parti una valigia American Tourister per dimostrarne la solidità in vece di un certo genere umano (1970); quello dell'attore che deve girare uno spot in cui gusta polpette speziate, ma deve ripetere talmente tante volte la scena che ad un certo punto ha bisogno di un Alka-Seltzer per poter andare avanti (1970).
Altri lavori importanti del decennio sono: la pubblicità erotica per il turismo della Giamaica (1972); l'invenzione del personaggio "Little Mickey" in qualità di testimonial per i cereali Life della Quaker Oats (1972); la pubblicità della macchina fotografica Polaroid (1977 – «È così semplice»); la pubblicità del profumo Chanel (1979 – «Condividi la fantasia»).
È doveroso precisare, tuttavia, che il convogliare presso di sé i migliori creativi a disposizione era una delle strategie aziendali principali della DDB (e non solo della DDB). Tra le figure più importanti che hanno aiutato non poco Bill Bernbach a diventare "il numero uno" vanno, infatti, ricordate: Bob Levenson, Helmut Krone, Julian Koenig, George Lois, Ron Rosenfeld, John Noble, Mary Wells Lawrence, David Herzbrun, Ed Vellanti, Roy Grace, Paula Green, Bert Steinhauser, Bob Gage, Phyllis Robinson, Len Sirowitz, Bill Taubin, Dave Reider, e molte altre.
La formula della "creatività pura" della DDB, tuttavia, collasserà all'indomani della morte di Bernbach avvenuta nel 1982. E in controtendenza rispetto alle altre agenzie pubblicitarie dell'epoca che, forti anche dell'ottimo momento economico, erano in piena crescita, la DDB subisce un rapido e progressivo declino. Già nel 1986, nonostante un fatturato di 1,67 miliardi di dollari, 3400 impiegati e 54 uffici sparsi in 19 paesi del mondo, la DDB è in fortissima crisi.

### Gli anni dell'Omnicom Group
La Needham era un'agenzia pubblicitaria più antica della DDB. Fondata a Chicago nel 1925 da Maurice H. Needham e soci, aveva negli anni conosciuto varie riorganizzazioni e  fusioni, espandendosi progressivamente fino a diventare una delle principali aziende statunitensi nel settore della pubblicità.
Nel 1985 di fatto essa inizia le pratiche per l'acquisizione della DDB. Tuttavia, con l'entrata in scena di una terza agenzia pubblicitaria, questa operazione prende una piega differente: nel 1986 DDB, Needham e BBDO si fondono insieme e convergono nella holding Omnicom Group. La BBDO rimarrà formalmente un'azienda separata, mentre DDB e Needham andranno a costituire la DDB Needham. Grazie a quest'ultima fusione la Needham ha la possibilità rafforzarsi in Europa e nell'area di New York, luoghi dove la DDB manteneva ancora un ottimo mercato. Viceversa la DDB ha la possibilità di rafforzarsi nell'area del Midwest statunitense, ma soprattutto di allontanare l'ombra della banca rotta.

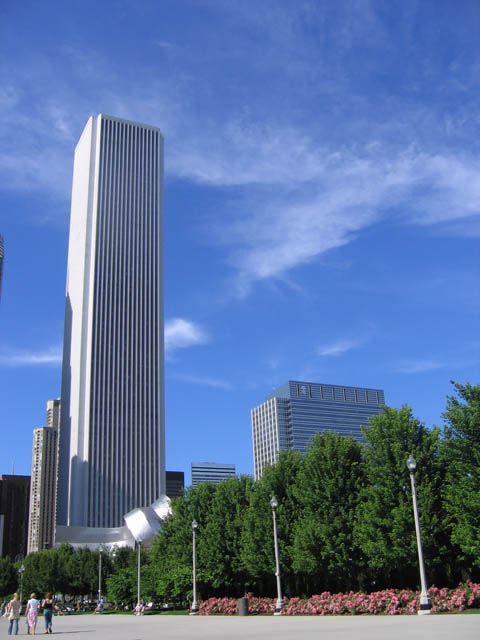
Il grattacielo Aon center, dove hanno sede gli uffici di Chicago della DDB.

Sul piano della finanza la fusione sembra essere riuscita perfettamente, ma non altrettanto sul piano artistico: il problema principale consiste nel fatto che si trovano a dover dipendere da una medesima direzione due stili pubblicitari completamente differenti: quello "iper-creativo" della DDB e quello più "tradizionale" della Needham. Le continue riorganizzazioni della "agenzia bifronte" e i tentativi di trovare una soluzione non vanno a buon fine e sul finire degli anni ottanta sono molti i dipendenti che, per propria scelta oppure costretti dalle circostanze, lasciano la DDB Needham.
Da non sottovalutare poi gli ulteriori problemi dovuti a veri e propri conflitti d'interesse, dal momento che ciascuna nelle due agenzie pubblicitarie aveva finito col portare con sé clienti che sul mercato erano in netta concorrenza.
Dopo un periodo di riflessione Keith Reinhard, già presidente nella Needham, e che all'epoca guidava la neonata DDB Needham, decide che la svolta sarebbe dovuta ripartire dagli insegnamenti di Bill Bernbach.
Il nuovo corso prevede quindi di privilegiare il versante DDB, puntando sulla creatività. Ma alla linea storica tracciata da Bernbach vengono apportate alcune innovazioni: in primo luogo si sceglie di concentrarsi solo sulle grandi aziende, lasciando perdere le piccole ditte poiché ritenute rischiose dal punto di vista degli investimenti. 
In secondo luogo si decide di creare squadre ad hoc per ciascuna campagna pubblicitaria. Tali squadre, oltre ad un reparto creativo e ad un reparto dedicato alle ricerche di marketing, prevedono anche un reparto account e un reparto media. In particolare quella di contemplare nel processo creativo le ricerche di media planning sarà considerata l'innovazione più importante.
In terzo luogo vengono sostituite alcune figure-chiave alla guida dell'azienda.
Le nuove parole d'ordine sono: rilevanza, originalità e impatto. Il cambiamento di rotta si rivela vincente e sul finire degli anni ottanta la DDB Needham sembra finalmente intraprendere la giusta via. Importanti contratti vengono firmati con la Sears, con la  Lotteria dello stato di New York, e con la Seagram per il cognac Martell.
Nel 1988 vengono vinti un Clio Award per la pubblicità del caffè Colombian, e un Cannes Film Grand Prix per lo spot della Volkswagen Passat.
Non mancano tuttavia incidenti di percorso: nello stesso periodo viene infatti perduto un contratto milionario con la Hasbro.
Nel 1990 la DDB Needham escogita un sistema di assicurazione che prevede un rimborso in caso di mancato introito dovuto ad una pubblicità inefficace. Ma l'idea, per vari motivi, non riscuote molto successo presso la clientela.
Più in generale, però, quella che sembrava essere una ritrovata vena creativa si scontra con la recessione economica degli anni novanta. Molte aziende importanti decidono di ridimensionare significativamente il budget dedicato alla pubblicità, e in alcuni casi di abbandonare persino l'agenzia: Clorox, Campbell's, Maybelline.
Al contempo la DDB Needham tenta di arginare le perdite conquistando altri clienti di rilievo, come Reebok e Canon, ma in linea di massima il momento non è propizio. Nel corso della prima metà degli anni novanta si susseguono razionalizzazioni e licenziamenti, e nel 1993 la DDB Needham scende dalla terza alla sesta posizione nella classifica delle agenzie americane per fatturato.
Per far fronte alla situazione viene deciso di congelare temporaneamente il mercato: la DDB Needham sceglie di concentrarsi solo ed esclusivamente sulla clientela esistente e di non accettare più nuovi contratti. Una delle ragioni principali di questa scelta è da ricondursi ai malumori della Volkswagen, a sua volta alle prese con una condizione finanziaria non certo florida.
La tensione persiste. Ad esempio l'ufficio di Chicago, quartier generale storico della Needham e legato ad una clientela più avvezza ad un genere di pubblicità conservatrice, prova ad attrarre a sé nuovi talenti dalle altre agenzie nella speranza di poter rivitalizzare il proprio organico, vincere premi e diventare più appetibile rispetto alla concorrenza. Ma senza successo. Addirittura perde contratti importanti come quello con la Audi e l'American Dairy Association.

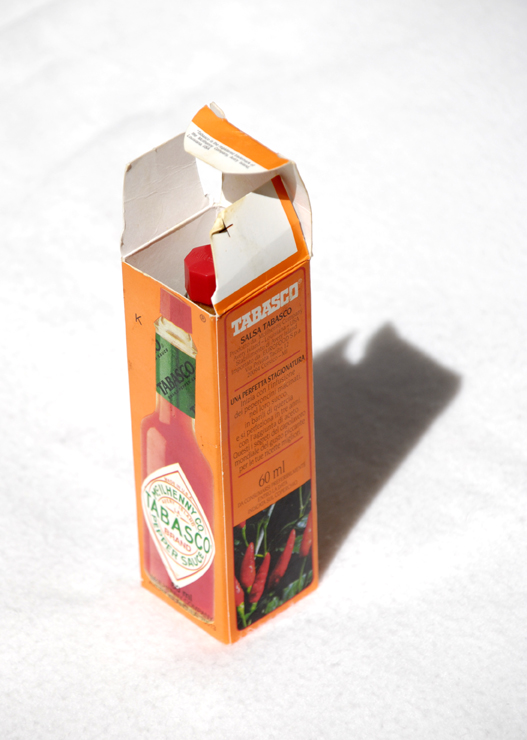
Lo spot per il Tabasco McIlhenny è uno dei più noti, tra quelli realizzati in epoca recente. Esemplificativo dello stile DDB.

Sta di fatto che per risollevare le sorti della DDB Needham, ma più in generale di tutta l'economia mondiale, si deve aspettare la ripresa economica che si ha sul finire degli anni novanta. È infatti a partire dal 1994 che s'iniziano a recuperare utenti come Helene Curtis, S. C. Johnson & Son, Budweiser o Sony.
Tra i lavori più importanti di quest'epoca è possibile citare le discusse yobbo advertising realizzate per la Diesel (1994), oppure lo spot per il Tabasco McIlhenny (1996 – In una calda sera d'estate un ragazzo seduto in veranda sta mangiando pizza con tabasco, molto tabasco. Ad un certo punto arriva una zanzara, che fa la sua puntura e riparte. Arrivata a mezz'aria, però, la povera bestiola esplode in una vampata di fuoco).
Il 30 aprile del 1998 la DDB Needham viene nominata da Advertising Age "Network globale dell'anno". Nel giugno del 1999 lo spot dello spazzaneve, realizzato nel 1963 per il Maggiolino della Volkswagen, viene nominato "miglior spot televisivo di tutti i tempi" al Festival internazionale della pubblicità di Cannes.
Il periodo a cavallo tra la fine del vecchio millennio e l'inizio del nuovo è caratterizzato da alcune importanti riorganizzazioni all'interno del gruppo Omnicom: in particolare la DDB Needham cambia il proprio nome in DDB Worldwide (1999).
Il 2000 si apre col tormentone del «Whassup!!!», serie di spot demenziali per la birra Bud.
Nel 2003 il Festival internazionale della pubblicità di Cannes, in occasione del suo cinquantesimo anniversario, riserba una menzione speciale alla DDB in quanto agenzia che ha vinto più premi nel corso di tutta la storia della manifestazione.
Numerosi sono gli ulteriori riconoscimenti ottenuti durante il decennio. Tra le pubblicità più importanti realizzate in questo periodo è possibile citare: l'annuncio «The Daily African» per la Diesel (2001); l'annuncio «Piccola ma dura» per la Volkswagen Polo (2004); lo spot «Non giudicare troppo in fretta» per la compagnia di prestiti Ameriquest (2005); la campagna pubblicitaria per i rasoi elettrici della Philips (ex-Philishave) (2006); la campagna pubblicitaria per le pile Energizer (2007); lo spot del "barattolo del giuramento" per la birra Bud (2008).
La DDB Worldwide è attualmente diffusa in tutto il mondo: ha oltre 200 uffici in circa 90 paesi. In Italia nel 2011 DDB si è fusa con l'agenzia indipendente SaffirioTortelliVigoriti dando vita alla stv DDB che è oggi presente con filiali a Milano (dal 1974) e a Torino.